# Stichoplastoris schusterae
Stichoplastoris schusterae là một loài nhện trong họ Theraphosidae.
Loài này thuộc chi Stichoplastoris. Stichoplastoris schusterae được Otto Kraus miêu tả năm 1955.